# Lahayville
Lahayville is een gemeente in het Franse departement Meuse (regio Grand Est) en telt 29 inwoners (2009). De plaats maakt deel uit van het arrondissement Commercy.

## Geografie
De oppervlakte van Lahayville bedraagt 3,9 km², de bevolkingsdichtheid is dus 7,4 inwoners per km².
De onderstaande kaart toont de ligging van Lahayville met de belangrijkste infrastructuur en aangrenzende gemeenten.

## Demografie
Onderstaande figuur toont het verloop van het inwonertal (bron: INSEE-tellingen).